# 留辺蘂テレビ中継局

留辺蘂テレビ中継局（るべしべテレビちゅうけいきょく）は、北海道北見市の旧常呂郡留辺蘂町域に置かれているテレビ中継局。

## 中継局概要

### デジタルテレビ放送
| リモコン 番号 | 放送局名             | チャンネル 番号 | 空中線 電力 | ERP   | 偏波面   | 放送対象地域 | 放送区域内 世帯数 | 運用開始日      |
| ------------- | -------------------- | --------------- | ----------- | ----- | -------- | ------------ | ----------------- | --------------- |
| 1             | HBC 北海道放送       | 19              | 1W          | 9.8W  | 水平偏波 | 北海道       | 約3,200世帯       | 2009年 10月13日 |
| 2             | NHK 北見教育         | 37              | 1W          | 10W   | 水平偏波 | 全国         | 約3,200世帯       | 2009年 10月13日 |
| 3             | NHK 北見総合         | 15              | 1W          | 10.5W | 水平偏波 | 北海道       | 約3,200世帯       | 2009年 10月13日 |
| 5             | STV 札幌テレビ放送   | 39              | 1W          | 9.3W  | 水平偏波 | 北海道       | 約3,200世帯       | 2009年 10月13日 |
| 6             | HTB 北海道テレビ放送 | 17              | 1W          | 9.8W  | 水平偏波 | 北海道       | 約3,200世帯       | 2009年 10月13日 |
| 7             | TVh テレビ北海道     | 38              | 1W          | 9.1W  | 水平偏波 | 北海道       | 約3,200世帯       | 2013年 2月12日  |
| 8             | UHB 北海道文化放送   | 21              | 1W          | 9.6W  | 水平偏波 | 北海道       | 約3,200世帯       | 2009年 10月13日 |

- 所在地： 北見市留辺蘂町大富
- 放送区域： 北見市の一部

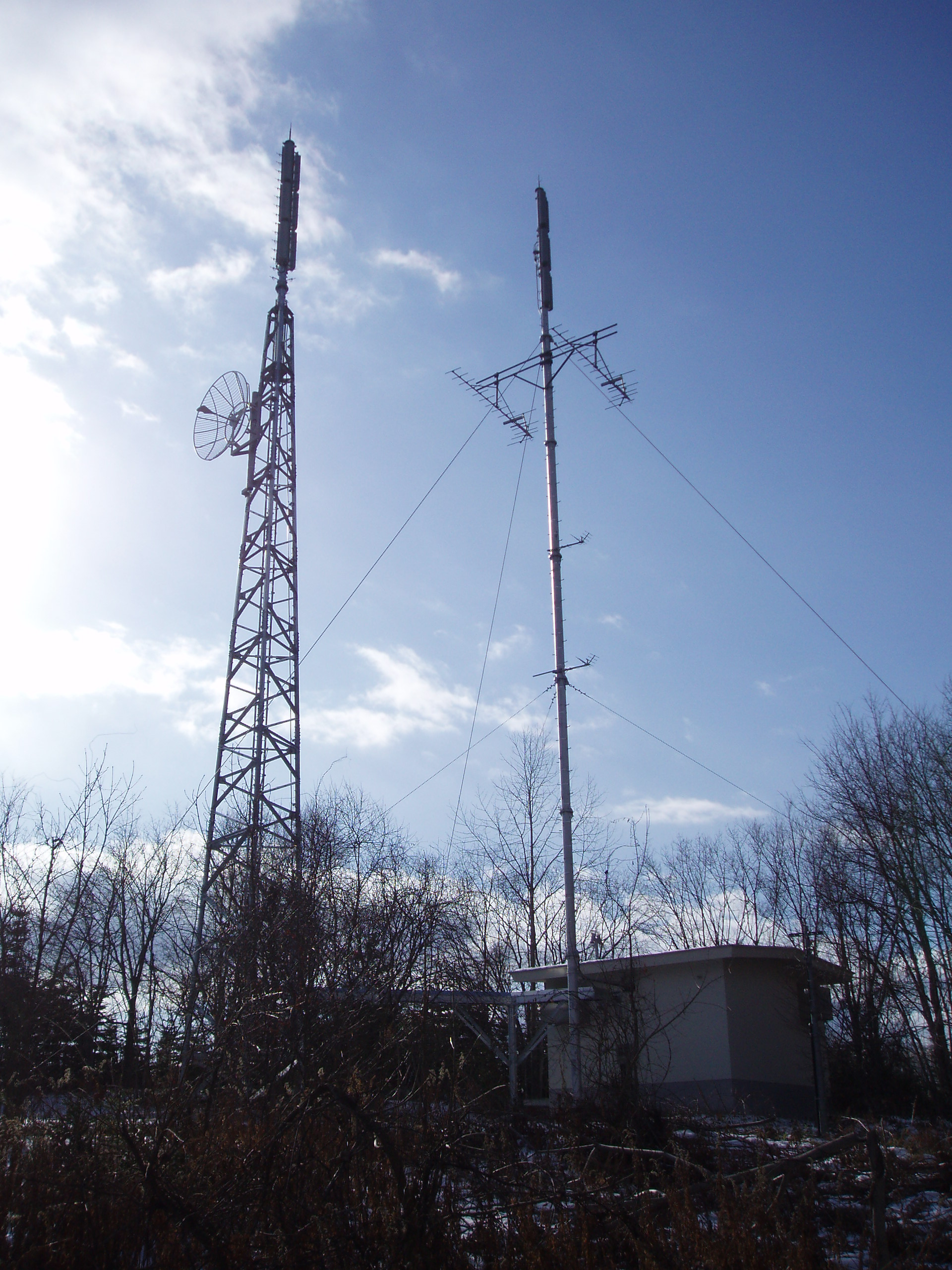
留辺蘂中継局
（NHK北見放送局）

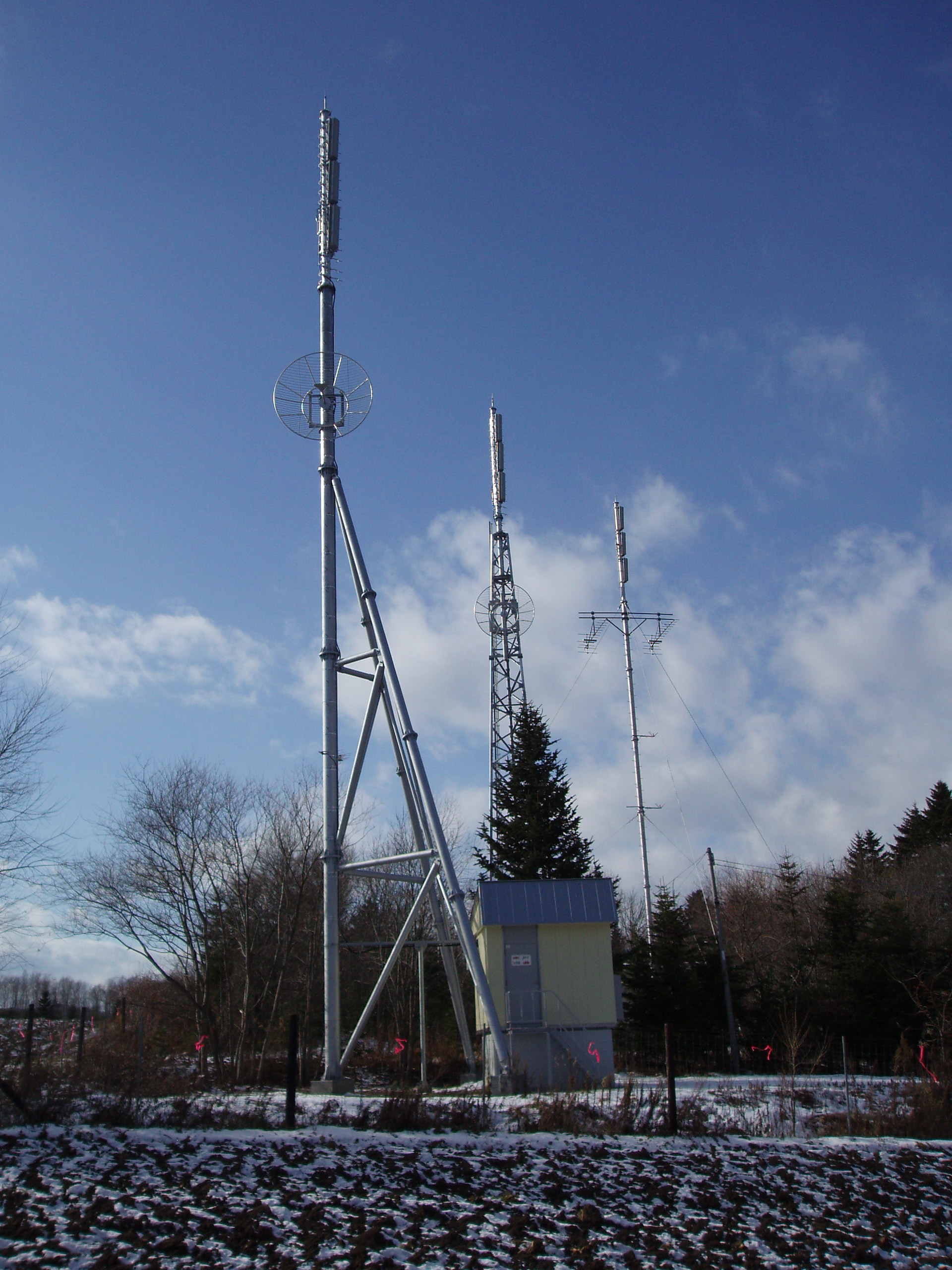
留辺蘂中継局
（民放・後方
NHK北見放送局）

- NHKとTVhを除く民放局は、2009年7月2日に予備免許が交付され、9月17日に試験電波を発射、10月13日に本免許が交付され、同日本放送を開始した。TVhは、2012年12月4日に予備免許が交付され、12月25日に試験電波を発射、2013年2月12日に本免許が交付され、同日本放送を開始した。なお、TVhは、北見市が2012年になって独自に予算を付けたため、開局することになった[1]。
- 送信所は、1つはNHKの単独使用（アナログ放送時代はNHK・HBC・STVの共同使用）、もう1つは民放各局の共同使用（アナログ放送時代はHTB・UHBの共同使用）。

### アナログテレビ放送
| チャンネル 番号 | 放送局名             | 空中線 電力       | ERP               | 偏波面   | 放送対象地域 | 放送区域内 世帯数 | 運用開始日 |
| --------------- | -------------------- | ----------------- | ----------------- | -------- | ------------ | ----------------- | ---------- |
| 41              | HTB 北海道テレビ放送 | 映像10W/ 音声2.5W | 映像110W/ 音声28W | 水平偏波 | 北海道       | -                 | -          |
| 43              | UHB 北海道文化放送   | 映像10W/ 音声2.5W | 映像110W/ 音声28W | 水平偏波 | 北海道       | -                 | -          |
| 45              | NHK 北見教育         | 映像10W/ 音声2.5W | 映像100W/ 音声26W | 水平偏波 | 全国         | -                 | -          |
| 48              | NHK 北見総合         | 映像10W/ 音声2.5W | 映像100W/ 音声26W | 水平偏波 | 北海道       | -                 | -          |
| 51              | STV 札幌テレビ放送   | 映像10W/ 音声2.5W | 映像100W/ 音声25W | 水平偏波 | 北海道       | -                 | -          |
| 54              | HBC 北海道放送       | 映像10W/ 音声2.5W | 映像100W/ 音声26W | 水平偏波 | 北海道       | -                 | -          |

- 所在地： デジタルテレビ放送に同じ

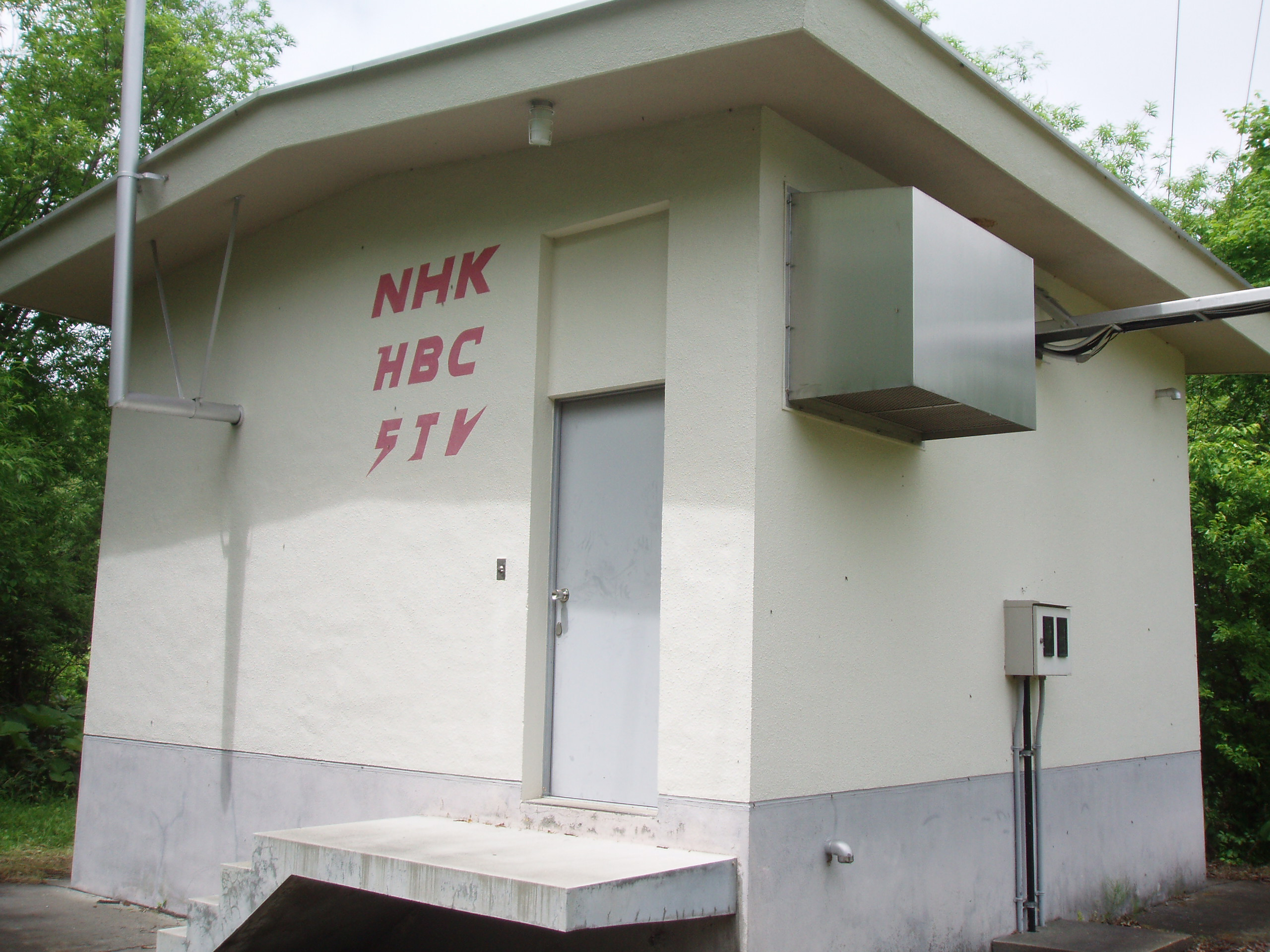
留辺蘂中継局
（NHK北見放送局・
HBC・STV局舎）

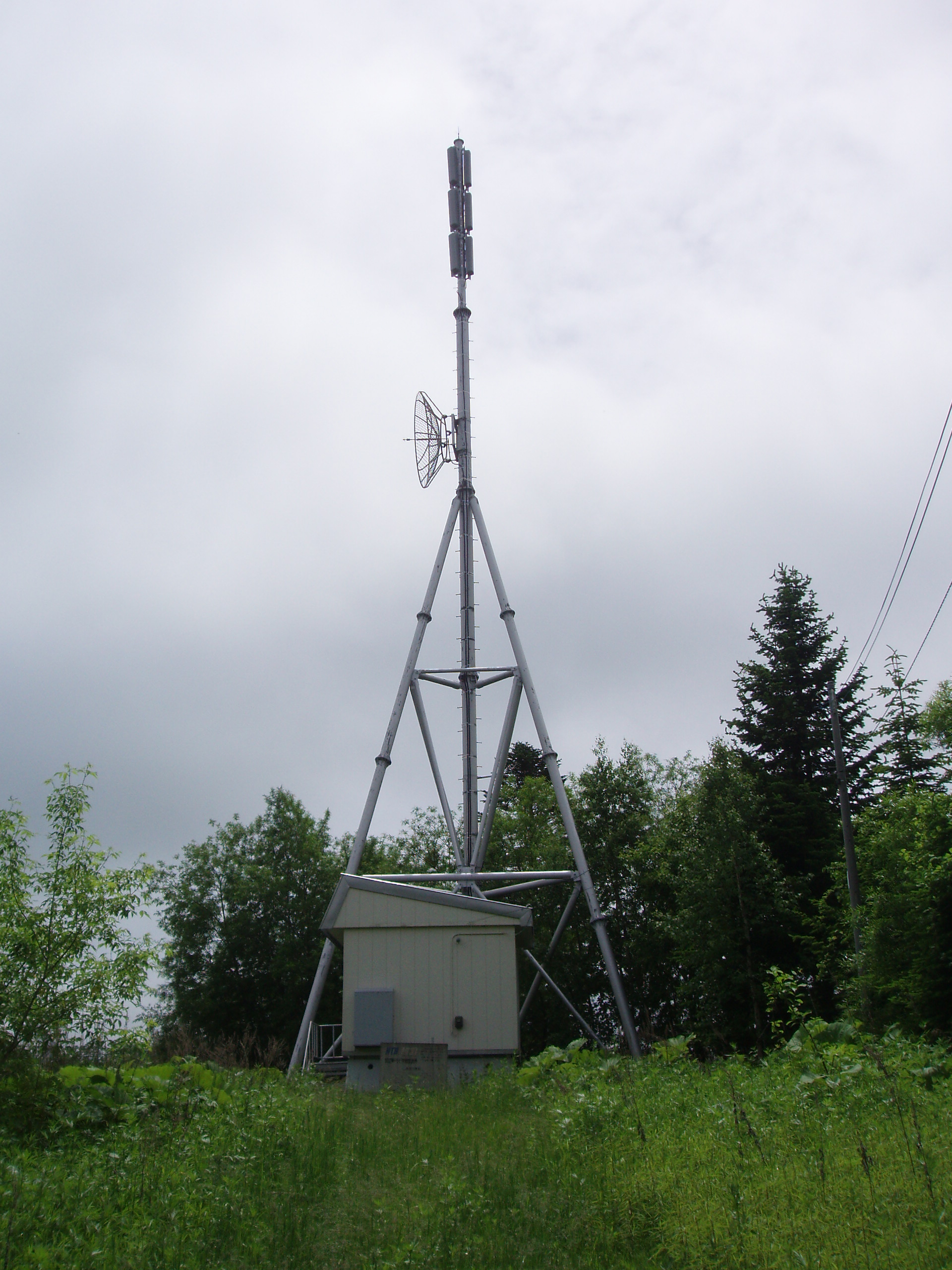
留辺蘂中継局
（HTB・UHB）

- 2011年7月24日をもってすべて廃止された。なお、TVhにはチャンネルが割り当てられていなかった。